# Gottfried Krüger (Marineoffizier)
Gottfried Krüger (* 26. Januar 1899 in Münster; † nach 1948) war ein deutscher Marineoffizier, zuletzt Kapitän zur See der Kriegsmarine, Nachrichtenoffizier und Leiter im Marinenachrichtendienst.

## Leben
Gottfried Krüger trat am 4. April 1916 in die Kaiserliche Marine ein. Er war zur Ausbildung bis Mai 1916 an der Marineschule und dann bis August 1916 auf der Freya. Als Seekadett und später als Fähnrich zur See (Beförderung am 13. Januar 1917) diente er anschließend bis März 1917 auf der Helgoland. Bis Oktober 1918 war er auf der Westfalen. Hier wurde er am 19. Juni 1918 Leutnant zur See. Er besuchte von April 1917 bis Juli 1917 einen Navigationslehrgang, von September 1917 bis November 1917 einen Artillerieoffizier-Lehrgang und von Februar 1918 bis April 1918 einen Telegraphieoffizier-Lehrgang. Von Oktober 1918 bis Kriegsende war er als Wachoffizier in der 1. Geleitflottille.
Nach dem Krieg wurde er in die Reichsmarine übernommen und am 1. April 1922 Oberleutnant zur See. Am 1. März 1929 wurde er auf der Emden Kapitänleutnant und war 1930 Adjutant des Kommandanten der Befestigung Borkum und dort zusätzlich Marinenachrichtenoffizier der Marinestation der Nordsee. Als Korvettenkapitän (Beförderung am 1. April 1935) war er 1935 unter Wilhelm Canaris in der Abwehrabteilung (Abw). 1937 war er als Navigationsoffizier auf der Admiral Scheer.
In der Kriegsmarine war er u. a. von Oktober 1938 bis Mai 1940, ab 1. April 1940 Kapitän zur See, Leiter der Gruppe Fremde Marinen im Marinenachrichtendienst (3/Skl) der Seekriegsleitung (Skl) des OKM, welche gemeinsam mit der Gruppe Marinenachrichtenübermittlungsdienst (ab Januar 2/Skl) und der Gruppe Funkaufklärung 3/Skl bildete. Anschließend war er als Nachfolger von Kapitän zur See Paul Wever bis Juli 1942 Leiter der Abteilung Nachrichtenauswertung (3/Skl). Von August 1942 bis Oktober 1943 war er Chef des Stabes beim Admiral norwegische Polarküste. Er war dann bis März 1945 Seekommandant Trömso. Bis Kriegsende war er zur Verfügung des MOK Norwegen gesetzt. In dieser Position war er als Repräsentant von Admiral Theodor Krancke bei der Kapitulation 1945 eingebunden. So traf er sich mit dem Vice-Admiral der Royal Navy Edmund Rupert Drummond (1884–1965) und übergab militärische Informationen u. a. zu Minenfelder und U-Booten entlang der norwegischen Küste.
Am 1. Februar 1948 wurde Krüger aus der Kriegsgefangenschaft entlassen.
Er veröffentlichte 1927 einen Beitrag Kritischer Vergleich der bisherigen Skagerrakliteratur. Dieser Beitrag fand durchaus in weiteren Werken Erwähnung. 1941 schrieb Alexander Meurer in Seekriegsgeschichte in Umrissen, dass der Beitrag „eine gute[.] Uebersicht über Wert und Unwert der Literatur über die Schlacht“ geben würde. Gerhard Bidlingmaier verwendete diesen im Buch Seegeltung in der deutschen Geschichte (1967) für das Kapitel Die Hochseeflotte unter Admiral Scheer und Sebastian Rojek schrieb 2017 in Versunkene Hoffnungen, dass Krüger als junger Offizier kritische Töne gegen die amtliche Marinegeschichtsschreibung in seinem Beitrag formuliert hätte.